# Juventus Turin/Meistermannschaften
Die Unterseite des Artikels Juventus Turin dient als Recherchehilfe und besteht aus diesem Grund aus einer Liste
| Saison    | Meistermannschaft |
| --------- | --- |
| 1905      | Domenico Durante, Gioacchino Armano, Oreste Mazzia, Paul Arnold Walty, Giovanni Goccione, Jack Diment, Alberto Barberis, Carlo Vittorio Varetti, Luigi Forlano, James Squair, Domenico Donna |
| 1925/26   | Gianpiero Combi, Ezio Sclavi, Luigi Allemandi, Guido Gianfardoni, Rasetto, Virginio Rosetta, Giovanni Barale, Oreste Barale, Carlo Bigatto, Tommaso Caudera, Giuseppe Grabbi, Mario Meneghetti, József Viola, Camillo Fenili, Mario Ferrero, Corrado Gariglio, Ferenc Hirzer, Federico Munerati, Mario Paniati, Piero Pastore, Giuseppe Torriani, Antonio Vojak Trainer: Jenő Károly |
| 1930/31   | Alfredo Bodoira, Gianpiero Combi, Umberto Ghibaudo, Carlo Bigatto, Umberto Caligaris, Mario Ferrero, Virginio Rosetta, Giovanni Varglien, Oreste Barale, Eugenio Castellucci, Renato Cesarini, Carlo Crotti, Giovanni Ferrari, Lino Mosca, Francesco Rier, Mario Varglien, Aldo Vollono, Federico Munerati, Raimundo Orsi, Gilberto Pogliano, Giovanni Vecchina, Oliviero Vojak Trainer: Carlo Carcano |
| 1931/32   | Gianpiero Combi, Umberto Caligaris, Mario Ferrero, Virginio Rosetta, Giovanni Varglien, Luigi Bertolini, Renato Cesarini, Giovanni Ferrari, Juan Maglio, Luis Monti, Mario Varglien, Federico Munerati, Raimundo Orsi, Enzo Rosa, Giovanni Vecchina Trainer: Carlo Carcano |
| 1932/33   | Gianpiero Combi, Umberto Caligaris, Mario Ferrero, Mario Genta, Virginio Rosetta, Duilio Santagostino, Giovanni Varglien, Luigi Bertolini, Renato Cesarini, Giovanni Ferrari, Luis Monti, Mario Varglien, Felice Borel, Francesco Imberti, Federico Munerati, Raimundo Orsi, Pietro Sernagiotto, Giovanni Vecchina Trainer: Carlo Carcano |
| 1933/34   | Gianpiero Combi, Cesare Valinasso, Umberto Caligaris, Mario Ferrero, Mario Genta, Virginio Rosetta, Giovanni Varglien, Luigi Bertolini, Renato Cesarini, Teobaldo Depetrini, Giovanni Ferrari, Marcello Mihalich, Luis Monti, Mario Varglien, Felice Borel, Raimundo Orsi, Pietro Sernagiotto Trainer: Carlo Carcano |
| 1934/35   | Cesare Valinasso, Umberto Caligaris, Alfredo Foni, Virginio Rosetta, Giovanni Varglien, Luigi Bertolini, Lino Cason, Renato Cesarini, Teobaldo Depetrini, Armando Diena, Giovanni Ferrari, Luis Monti, Luciano Ramella, Pietro Serantoni, Alberto Tiberti, Mario Varglien, Felice Borel, Guglielmo Gabetto, Raimundo Orsi Trainer: Carlo Carcano, später Carlo Bigatto und Benedetto Gola |
| 1949/50   | Filippo Cavalli, Giovanni Viola, Alberto Bertuccelli, Sergio Manente, Carlo Parola, Pietro Rava, Romolo Bizzotto, Giacomo Mari, Rinaldo Martino, Alberto Piccinini, Karl Aage Præst, Ermanno Scaramuzzi, Giampiero Boniperti, John Hansen, Amos Mariani, Ermes Muccinelli, Pasquale Vivolo Trainer: Jesse Carver |
| 1951/52   | Filippo Cavalli, Giovanni Viola, Alberto Bertuccelli, Enrico Boniforti, Giuseppe Corradi, Sergio Manente, Carlo Parola, Romolo Bizzotto, Rino Ferrario, Karl Aage Hansen, Giacomo Mari, Alberto Piccinini, Karl Aage Præst, Ermanno Scaramuzzi, Giampiero Boniperti, Emilio Caprile, John Hansen, Ermes Muccinelli, Pasquale Vivolo Trainer: György Sárosi |
| 1957/58   | Carlo Mattrel, Giovanni Viola, Benito Boldi, Giuseppe Corradi, Bruno Garzena, Giuseppe Patrucco, Umberto Colombo, Flavio Emoli, Rino Ferrario, Antonio Montico, Giorgio Turchi, Giampiero Boniperti, John Charles, Bruno Nicolè, Omar Sívori, Gino Stacchini, Giorgio Stivanello Trainer: Ljubiša Broćić |
| 1959/60   | Carlo Mattrel, Giuseppe Vavassori, Ernesto Càstano, Sergio Cervato, Bruno Garzena, Benito Sarti, Umberto Colombo, Flavio Emoli, Gianfranco Leoncini, Severino Lojodice, Antonio Montico, Giorgio Rossano, Giampiero Boniperti, John Charles, Bruno Nicolè, Omar Sívori, Gino Stacchini, Giorgio Stivanello Trainer: Renato Cesarini |
| 1960/61   | Carlo Mattrel, Giovanni Romano, Giuseppe Vavassori, Guglielmo Burelli, Tarcisio Burgnich, Angelo Caroli, Ernesto Càstano, Sergio Cervato, Benito Sarti, Umberto Colombo, Flavio Emoli, Eugenio Fascetti, Gianfranco Leoncini, Severino Lojodice, Bruno Mazzia, Giampiero Boniperti, John Charles, Bruno Mora, Bruno Nicolè, Omar Sívori, Gino Stacchini Trainer: Renato Cesarini |
| 1966/67   | Roberto Anzolin, Giancarlo Bercellino, Ernesto Càstano, Alberto Coramini, Adolfo Gori, Elio Rinero, Sandro Salvadore, Benito Sarti, Chinesinho, Luis del Sol, Erminio Favalli, Gianfranco Leoncini, Giovanni Sacco, Virginio De Paoli, Giampaolo Menichelli, Gino Stacchini, Gianfranco Zigoni Trainer: Heriberto Herrera |
| 1971/72   | Pietro Carmignani, Massimo Piloni, Antonello Cuccureddu, Silvio Longobucco, Gianpietro Marchetti, Francesco Morini, Gianluigi Roveta, Sandro Salvadore, Fabio Capello, Franco Causio, Giuseppe Furino, Helmut Haller, Gianluigi Savoldi, Luciano Spinosi, Fernando Viola, Pietro Anastasi, Roberto Bettega, Adriano Novellini Trainer: Čestmír Vycpálek |
| 1972/73   | Dino Zoff, Antonello Cuccureddu, Silvio Longobucco, Gianpietro Marchetti, Francesco Morini, Sandro Salvadore, Fabio Capello, Franco Causio, Giuseppe Furino, Helmut Haller, Gianluigi Savoldi, Luciano Spinosi, José Altafini, Pietro Anastasi, Roberto Bettega Trainer: Čestmír Vycpálek |
| 1974/75   | Dino Zoff, Antonello Cuccureddu, Giuseppe Furino, Claudio Gentile, Silvio Longobucco, Francesco Morini, Gaetano Scirea, Luciano Spinosi, Fabio Capello, Franco Causio, Fernando Viola, José Altafini, Pietro Anastasi, Roberto Bettega, Giuseppe Damiani Trainer: Carlo Parola |
| 1976/77   | Dino Zoff, Antonio Cabrini, Antonello Cuccureddu, Giuseppe Furino, Claudio Gentile, Francesco Morini, Gaetano Scirea, Luciano Spinosi, Romeo Benetti, Franco Causio, Alberto Marchetti, Marco Tardelli, Roberto Bettega, Roberto Boninsegna, Sergio Gori Trainer: Giovanni Trapattoni |
| 1977/78   | Dino Zoff, Antonio Cabrini, Antonello Cuccureddu, Giuseppe Furino, Claudio Gentile, Francesco Morini, Gaetano Scirea, Luciano Spinosi, Romeo Benetti, Franco Causio, Pietro Fanna, Marco Tardelli, Vinicio Verza, Roberto Bettega, Roberto Boninsegna, Pietro Paolo Virdis Trainer: Giovanni Trapattoni |
| 1980/81   | Dino Zoff, Sergio Brio, Antonio Cabrini, Antonello Cuccureddu, Claudio Gentile, Carlo Osti, Gaetano Scirea, Massimo Storgato, Liam Brady, Franco Causio, Pietro Fanna, Giuseppe Furino, Domenico Marocchino, Gabriele Pin, Cesare Prandelli, Marco Tardelli, Vinicio Verza, Roberto Bettega, Giuseppe Galderisi Trainer: Giovanni Trapattoni |
| 1981/82   | Dino Zoff, Sergio Brio, Antonio Cabrini, Claudio Gentile, Carlo Osti, Gaetano Scirea, Massimo Bonini, Liam Brady, Pietro Fanna, Giuseppe Furino, Domenico Marocchino, Cesare Prandelli, Marco Tardelli, Roberto Tavola, Roberto Bettega, Giuseppe Galderisi, Paolo Rossi, Pietro Paolo Virdis Trainer: Giovanni Trapattoni |
| 1983/84   | Luciano Bodini, Stefano Tacconi, Sergio Brio, Antonio Cabrini, Nicola Caricola, Claudio Gentile, Gaetano Scirea, Zbigniew Boniek, Massimo Bonini, Giuseppe Furino, Giovanni Koetting, Michel Platini, Cesare Prandelli, Marco Tardelli, Roberto Tavola, Beniamino Vignola, Domenico Penzo, Paolo Rossi Trainer: Giovanni Trapattoni |
| 1985/86   | Stefano Tacconi, Sergio Brio, Antonio Cabrini, Nicola Caricola, Luciano Favero, Stefano Pioli, Gaetano Scirea, Ivano Bonetti, Massimo Bonini, Lionello Manfredonia, Massimo Mauro, Gabriele Pin, Michel Platini, Massimo Briaschi, Michael Laudrup, Marco Pacione, Aldo Serena Trainer: Giovanni Trapattoni |
| 1994/95   | Angelo Peruzzi, Michelangelo Rampulla, Lorenzo Squizzi, Massimo Carrera, Ciro Ferrara, Luca Fusi, Jürgen Kohler, Alessandro Orlando, Sergio Porrini, Moreno Torricelli, Antonio Conte, Didier Deschamps, Angelo Di Livio, Robert Jarni, Giancarlo Marocchi, Paulo Sousa, Alessio Tacchinardi, Simone Tognon, Roberto Baggio, Alessandro Del Piero, Enrico Fantini, Corrado Grabbi, Fabrizio Ravanelli, Gianluca Vialli Trainer: Marcello Lippi                                                                                            |
| 1996/97   | Davide Falcioni, Angelo Peruzzi, Michelangelo Rampulla, Ciro Ferrara, Mark Iuliano, Paolo Montero, Gianluca Pessotto, Sergio Porrini, Dimas Teixeira, Moreno Torricelli, Raffaele Ametrano, Nicola Cingolani, Antonio Conte, Didier Deschamps, Angelo Di Livio, Vladimir Jugović, Attilio Lombardo, Alessio Tacchinardi, Ivano Trotta, Zinédine Zidane, Nicola Amoruso, Alen Bokšić, Alessandro Del Piero, Michele Padovano, Christian Vieri Trainer: Marcello Lippi                                                                      |
| 1997/98   | Angelo Peruzzi, Michelangelo Rampulla, Salvatore Aronica, Alessandro Birindelli, Ciro Ferrara, Mark Iuliano, Paolo Montero, Gianluca Pessotto, Dimas Teixeira, Moreno Torricelli, Marco Zamboni, Antonio Conte, Edgar Davids, Didier Deschamps, Angelo Di Livio, Fabio Pecchia, Alessio Tacchinardi, Zinédine Zidane, Nicola Amoruso, Alessandro Del Piero, Daniel Fonseca, Filippo Inzaghi, Michele Padovano, Marcelo Zalayeta Trainer: Marcello Lippi                                                                                   |
| 2001/02   | Gianluigi Buffon, Alessandro Birindelli, Ciro Ferrara, Mark Iuliano, Paolo Montero, Michele Paramatti, Gianluca Pessotto, Lilian Thuram, Igor Tudor, Antonio Conte, Edgar Davids, Enzo Maresca, Pavel Nedvěd, Fabián O’Neill, Alessio Tacchinardi, Gianluca Zambrotta, Cristian Zenoni, Nicola Amoruso, Alessandro Del Piero, David Trezeguet, Marcelo Zalayeta Trainer: Marcello Lippi |
| 2002/03   | Gianluigi Buffon, Antonio Chimenti, Alessandro Birindelli, Ciro Ferrara, Salvatore Fresi, Mark Iuliano, Paolo Montero, Emiliano Moretti, Gianluca Pessotto, Lilian Thuram, Igor Tudor, Davide Baiocco, Mauro Camoranesi, Antonio Conte, Edgar Davids, Pavel Nedvěd, Rubén Olivera, Alessandro Del Piero, Marcelo Salas, David Trezeguet, Marco Di Vaio, Marcelo Zalayeta Trainer: Marcello Lippi |
| 2004/05 1 | Gianluigi Buffon, Antonio Chimenti, Alessandro Birindelli, Fabio Cannavaro, Ciro Ferrara, Andrea Masiello, Paolo Montero, Gianluca Pessotto, Lilian Thuram, Igor Tudor, Gianluca Zambrotta, Jonathan Zebina, Stephen Appiah, Manuele Blasi, Mauro Camoranesi, Emerson, Pavel Nedvěd, Rubén Olivera, Alessio Tacchinardi, Olivier Kapo, Zlatan Ibrahimović, Adrian Mutu, Alessandro Del Piero, David Trezeguet, Marcelo Zalayeta Trainer: Fabio Capello                                                                                    |
| 2005/06 1 | Christian Abbiati, Gianluigi Buffon, Antonio Chimenti, Federico Balzaretti, Fabio Cannavaro, Giorgio Chiellini, Robert Kovač, Gianluca Pessotto, Lilian Thuram, Gianluca Zambrotta, Jonathan Zebina, Manuele Blasi, Mauro Camoranesi, Emerson, Giuliano Giannichedda, Pavel Nedvěd, Patrick Vieira, Zlatan Ibrahimović, Alessandro Del Piero, Adrian Mutu, David Trezeguet, Marcelo Zalayeta Trainer: Fabio Capello |
| 2011/12   | Gianluigi Buffon, Marco Storari, Andrea Barzagli, Leonardo Bonucci, Martín Cáceres, Paolo De Ceglie, Giorgio Chiellini, Fabio Grosso, Stephan Lichtsteiner, Eljero Elia, Marcelo Estigarribia, Miloš Krasić, Claudio Marchisio, Luca Marrone, Simone Padoin, Andrea Pirlo, Arturo Vidal, Marco Borriello, Alessandro Del Piero, Emanuele Giaccherini, Alessandro Matri, Simone Pepe, Fabio Quagliarella, Mirko Vučinić Trainer: Antonio Conte                                                                                             |
| 2012/13   | Gianluigi Buffon, Rubinho, Marco Storari, Andrea Barzagli, Leonardo Bonucci, Martín Cáceres, Giorgio Chiellini, Paolo De Ceglie, Stephan Lichtsteiner, Federico Peluso, Kwadwo Asamoah, Emanuele Giaccherini, Mauricio Isla, Claudio Marchisio, Luca Marrone, Simone Padoin, Simone Pepe, Andrea Pirlo, Paul Pogba, Arturo Vidal, Nicolas Anelka, Stefano Beltrame, Nicklas Bendtner, Sebastian Giovinco, Alessandro Matri, Fabio Quagliarella, Mirko Vučinić Trainer: Angelo Alessio 1, Massimo Carrera 3, Antonio Conte                 |
| 2013/14   | Gianluigi Buffon, Rubinho, Marco Storari, Andrea Barzagli, Leonardo Bonucci, Martín Cáceres, Giorgio Chiellini, Stephan Lichtsteiner, Angelo Ogbonna, Federico Peluso, Kwadwo Asamoah, Mauricio Isla, Claudio Marchisio, Simone Padoin, Simone Pepe, Andrea Pirlo, Paul Pogba, Arturo Vidal, Sebastian Giovinco, Fernando Llorente, Pablo Daniel Osvaldo, Fabio Quagliarella, Carlos Tévez, Mirko Vučinić Trainer: Antonio Conte |
| 2014/15   | Gianluigi Buffon, Marco Storari, Andrea Barzagli, Leonardo Bonucci, Martín Cáceres, Paolo De Ceglie, Giorgio Chiellini, Patrice Evra, Stephan Lichtsteiner, Angelo Ogbonna, Kwadwo Asamoah, Claudio Marchisio, Federico Mattiello, Simone Padoin, Simone Pepe, Roberto Pereyra, Andrea Pirlo, Paul Pogba, Rômulo, Stefano Sturaro, Arturo Vidal, Mattia Vitale, Kingsley Coman, Sebastian Giovinco, Fernando Llorente, Alessandro Matri, Álvaro Morata, Carlos Tévez Trainer: Massimiliano Allegri                                        |
| 2015/16   | Gianluigi Buffon, Neto, Andrea Barzagli, Leonardo Bonucci, Martín Cáceres, Giorgio Chiellini, Patrice Evra, Stephan Lichtsteiner, Daniele Rugani, Alex Sandro, Kwadwo Asamoah, Kingsley Coman, Juan Cuadrado, Hernanes, Mauricio Isla, Sami Khedira, Mario Lemina, Claudio Marchisio, Simone Padoin, Roberto Pereyra, Paul Pogba, Stefano Sturaro, Paulo Dybala, Andrea Favilli, Mario Mandžukić, Fernando Llorente, Álvaro Morata, Simone Zaza Trainer: Massimiliano Allegri                                                             |
| 2016/17   | Emil Audero, Gianluigi Buffon, Neto, Dani Alves, Andrea Barzagli, Medhi Benatia, Leonardo Bonucci, Giorgio Chiellini, Patrice Evra, Stephan Lichtsteiner, Daniele Rugani, Alex Sandro, Kwadwo Asamoah, Hernanes, Sami Khedira, Mario Lemina, Rolando Mandragora, Claudio Marchisio, Miralem Pjanić, Tomás Rincón, Stefano Sturaro, Juan Cuadrado, Paulo Dybala, Gonzalo Higuaín, Moise Kean, Mario Mandzukic, Marko Pjaca Trainer: Massimiliano Allegri                                                                                   |
| 2017/18   | Gianluigi Buffon, Carlo Pinsoglio, Wojciech Szczęsny, Alex Sandro, Andrea Barzagli, Medhi Benatia, Giorgio Chiellini, Mattia De Sciglio, Benedikt Höwedes, Stephan Lichtsteiner, Daniele Rugani, Kwadwo Asamoah, Rodrigo Bentancur, Sami Khedira, Claudio Marchisio, Blaise Matuidi, Miralem Pjanić, Stefano Sturaro, Federico Bernardeschi, Douglas Costa, Juan Cuadrado, Paulo Dybala, Gonzalo Higuaín, Mario Mandžukić Trainer: Massimiliano Allegri                                                                                   |
| 2018/19   | Mattia Perin, Carlo Pinsoglio, Wojciech Szczęsny, Alex Sandro, Andrea Barzagli, Leonardo Bonucci, Martín Cáceres, João Cancelo, Giorgio Chiellini, Mattia De Sciglio, Paolo Gozzi, Daniele Rugani, Leonardo Spinazzola, Rodrigo Bentancur, Emre Can, Grigoris Kastanos, Sami Khedira, Blaise Matuidi, Hans Nicolussi, Matheus Pereira, Miralem Pjanić, Manolo Portanova, Federico Bernardeschi, Douglas Costa, Juan Cuadrado, Paulo Dybala, Moise Kean, Mario Mandžukić, Stephy Mavididi, Cristiano Ronaldo Trainer: Massimiliano Allegri |
| 2019/20   | Gianluigi Buffon, Carlo Pinsoglio, Wojciech Szczęsny, Alex Sandro, Leonardo Bonucci, Giorgio Chiellini, Danilo, Merih Demiral, Gianluca Frabotta, Matthijs de Ligt, Daniele Rugani, Mattia De Sciglio, Rodrigo Bentancur, Sami Khedira, Blaise Matuidi, Simone Muratore, Daouda Peeters, Miralem Pjanić, Adrien Rabiot, Aaron Ramsey, Luca Zanimacchia, Federico Bernardeschi, Cristiano Ronaldo, Juan Cuadrado, Douglas Costa, Paulo Dybala, Gonzalo Higuaín, Marco Olivieri, Giacomo Vrioni Trainer: Maurizio Sarri                     |